# 15 ventôse
15 pluviôse 15 germinal
Le quintidi 15 ventôse, officiellement dénommé jour de la chèvre, est le 165e jour de l'année du calendrier républicain.
C'était généralement le 5e jour du mois de mars dans le calendrier grégorien.